# В-12
В-12 (также называемый Ми-12, хотя официально такое переименование произведено не было, по классификации НАТО: Homer — «Гомер») — самый тяжёлый и грузоподъёмный вертолёт, когда-либо построенный в мире. 
Отличительной особенностью В-12 является боковое расположение винтов на крыльях обратного сужения, которые приводятся в движение четырьмя двигателями Д-25ВФ. В-12 разрабатывался как сверхтяжёлый транспортный вертолёт с грузоподъёмностью не менее 30 тонн для перевозки компонентов межконтинентальных баллистических ракет для частей РВСН ВС Союза ССР или создания позиционных районов, размещение которых планировалось на местности без дорог с твёрдым покрытием. Несмотря на рекордные показатели по грузоподъёмности, программа разработки вертолёта была прекращена как неэффективная. Всего было построено два экземпляра В-12, которые в настоящее время являются музейными экспонатами.

## Конструкция

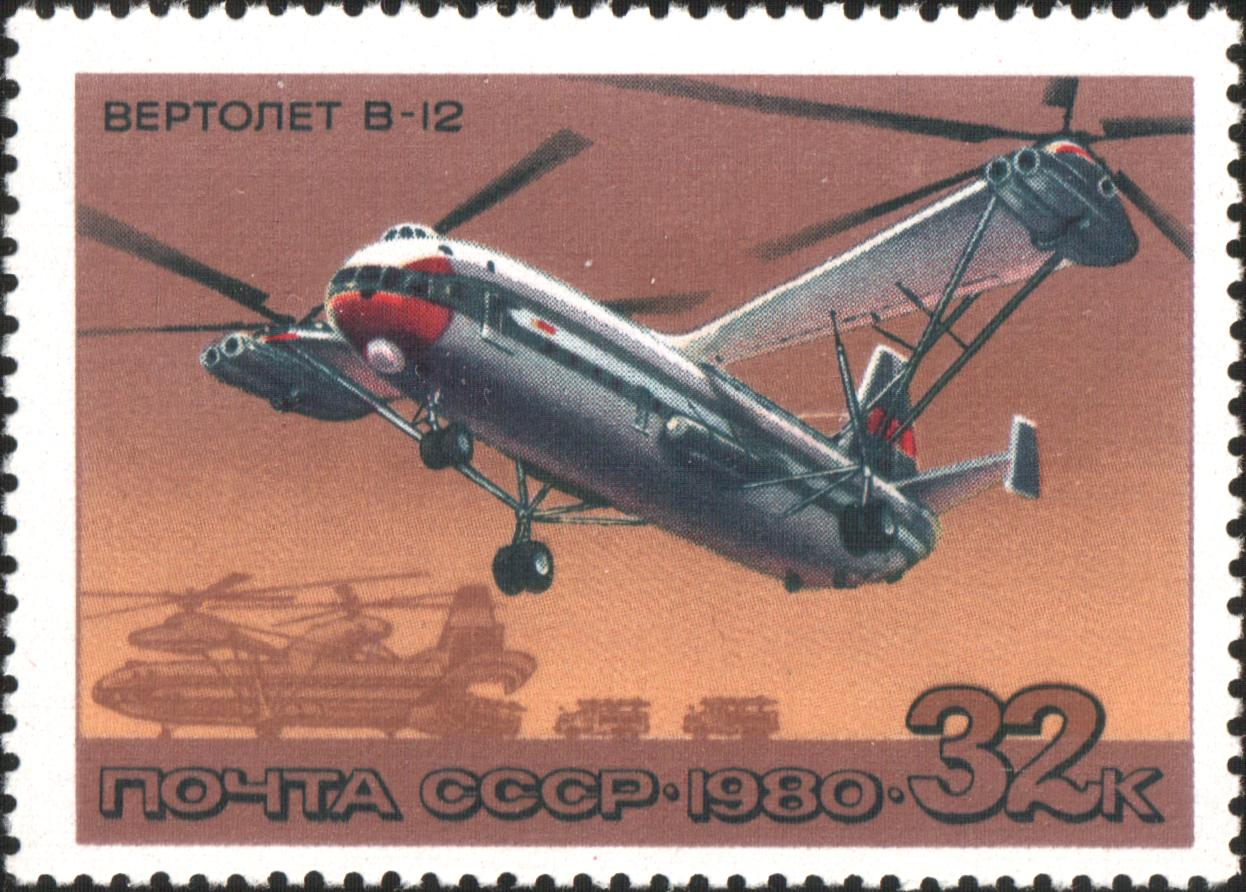
Марка СССР, 1980 г. В-12

Учитывая опыт создания и эксплуатации вертолёта Як-24, в феврале 1958 года было издано постановление Совета Министров СССР о разработке проекта нового тяжёлого четырёхмоторного вертолёта. ОКБ Яковлева предложило вертолёт продольной схемы — Як-60, но работы по вертолёту не вышли дальше технического предложения из-за отказа ОКБ-115 от вертолётной тематики и закрытия его Ленинградского филиала с последовавшей переориентацией завода № 272. Разработка нового тяжёлого вертолёта была поручена ОКБ Миля. Первые изыскания по проекту сверхтяжёлого вертолёта, получившего заводское обозначение В-12, начались в 1959 году. Проектирование началось в 1963 году.                                                                                         
Для удешевления разработки, а также ускорения постройки и внедрения вертолёта, конструкторы решили создавать его путём удвоения винтомоторных групп Ми-6 (несущий винт, силовая установка, главный редуктор и система управления), уже испытанного и находящегося в серийном производстве и широкой эксплуатации. Проект воздушного гиганта представлял собой четырёхдвигательный аппарат по двухвинтовой поперечной схеме. По концам каждой ферменной консоли-крыла находилась винтомоторная гондола с двумя газотурбинными двигателями Д-25ВФ мощностью по 6500 л. с. каждый. Крыло обратного сужения имело небольшое поперечное V. Внутри него проходит трансмиссионный вал, синхронизирующий обороты обоих винтов. Горючее находилось в крыльевых и наружных подвесных топливных баках.
Фюзеляж В-12 был выполнен в виде гигантского полумонокока. Также планировалось создание военно-транспортной пары Ан-22 — В-12 (Ми-12). «Антей» должен был доставлять боевую технику на аэродром, а В-12 — на близлежащую позицию. Исходя из этого, размеры грузовой кабины обеих машин предполагалось сделать одинаковыми. Его переднюю часть занимала двухэтажная кабина экипажа, но в отличие от Ан-22 кабины пилотов, бортинженера и бортрадиста расположили внизу, а штурмана — на втором этаже. В целом фюзеляж В-12 повторяет геометрические характеристики Ан-22 "Антей". В хвостовой части фюзеляжа имелся силовой трап с боковыми створками, которые при раскрытии образовывали проём для въезда самоходной техники и погрузки различных грузов с помощью мощных электролебёдок и тельферов. Центральную часть фюзеляжа занимал гигантский грузовой отсек с размерами 28,15 × 4,4 × 4,4 м.

## История
Первый полёт вертолёт совершил 27 июня 1968 года под управлением лётчика-испытателя В. П. Колошенко. Во время первого полета вертолет начал сильно раскачиваться в разные стороны. Жестко сел, сломав стойки шасси. Борт починили, и в феврале 1969 года вертолет поднял 31 030 кг полезной нагрузки на высоту 2910 м. 6 августа 1969 года В-12 поднял груз в 44 205 кг на высоту 2255 м, установив мировой рекорд грузоподъёмности для вертолётов. Второй опытный образец В-12 совершил первый полёт 28 мая 1973 года под управлением лётчика-испытателя Г. В. Алфёрова.

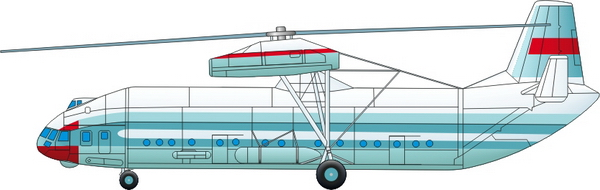

Первый В-12 с регистрационным номером CCCP-21142/H-833 был показан на выставке в Ле Бурже в 1971 году. За создание сверхгрузоподъёмного В-12 Американское вертолётное общество наградило ОКБ М. Миля «Призом И. И. Сикорского», присуждаемым за выдающиеся достижения в вертолётной технике. В-12 по размерам более чем вдвое, а по весу — более чем в четыре раза превосходил самые тяжёлые американские вертолёты: CH-53 Сикорского и Боинг-Вертол «Чинук». Всего было построено два прототипа. В некоторых источниках упоминается третий прототип В-12, который якобы разбился во время испытаний, но эта информация никак не подтверждается. По некоторым данным причиной этой версии могли послужить искажённые слухи о неудачном первом полёте в июне 1967 года, когда из-за чрезмерной чувствительности системы управления, вибрация кабины пилотов была воспринята ею как управляющее воздействие, и вызвала раскачку вертолёта, приведшую к жёсткой посадке с повреждением шасси.
Несмотря на достигнутые результаты по грузоподъёмности, программа была признана неэффективной — к этому времени у военных отпала необходимость в вертолёте такой грузоподъёмности благодаря созданию более эффективных и более лёгких стратегических ракет на мобильных пусковых установках, а все потребности народного хозяйства и Вооружённых Сил успешно удовлетворялись вертолётами Ми-6 и Ми-10. Поэтому разработка В-12 была прекращена, и второй опытный вертолёт был передан в музей ВВС в Монино. Первый опытный находится на хранении в подмосковном Томилино на территории Московского вертолётного завода.
В конце марта — в начале апреля 2009 года в СМИ появились сообщения, что американская компания Hotelicopter якобы строит первый в мире летающий отель, четырёхэтажный отель-вертолёт на 18 номеров, и базой для него послужил один из экземпляров В-12, купленный, по утверждениям компании, ещё в 2004 году. Однако впоследствии выяснилось, что сообщения об этом проекте — всего лишь рекламный ход для привлечения внимания к некоему интернет-сервису, который был запущен примерно через неделю после этих сообщений.
В день рождения М. Л. Миля В-12 на территории Московского вертолётного завода был превращён в музей.

## Тактико-технические характеристики
Источник данных: Уголок неба

Технические характеристики
- Экипаж: 6—10 человек
- Пассажировместимость: 196 человек
- Длина: 37,00 м
- Диаметр несущего винта: 35,00 м
- Высота: 12,5 м
- Площадь, ометаемая несущим винтом: 1924,2 м²
- Масса пустого: 69 100 кг
- Нормальная взлётная масса: 97 000 кг
- Максимальная взлётная масса: 105 000 кг
- Силовая установка: 4 × Д-25ВФ
- Мощность двигателей: 4 × 4847 кВт

Лётные характеристики
- Максимальная скорость:  260 км/ч
- Крейсерская скорость: 240 км/ч
- Практическая дальность: 500 км
- Перегоночная дальность: 1000 км
- Практический потолок: 3500 м
- Статический потолок: 3600 м

## Галерея

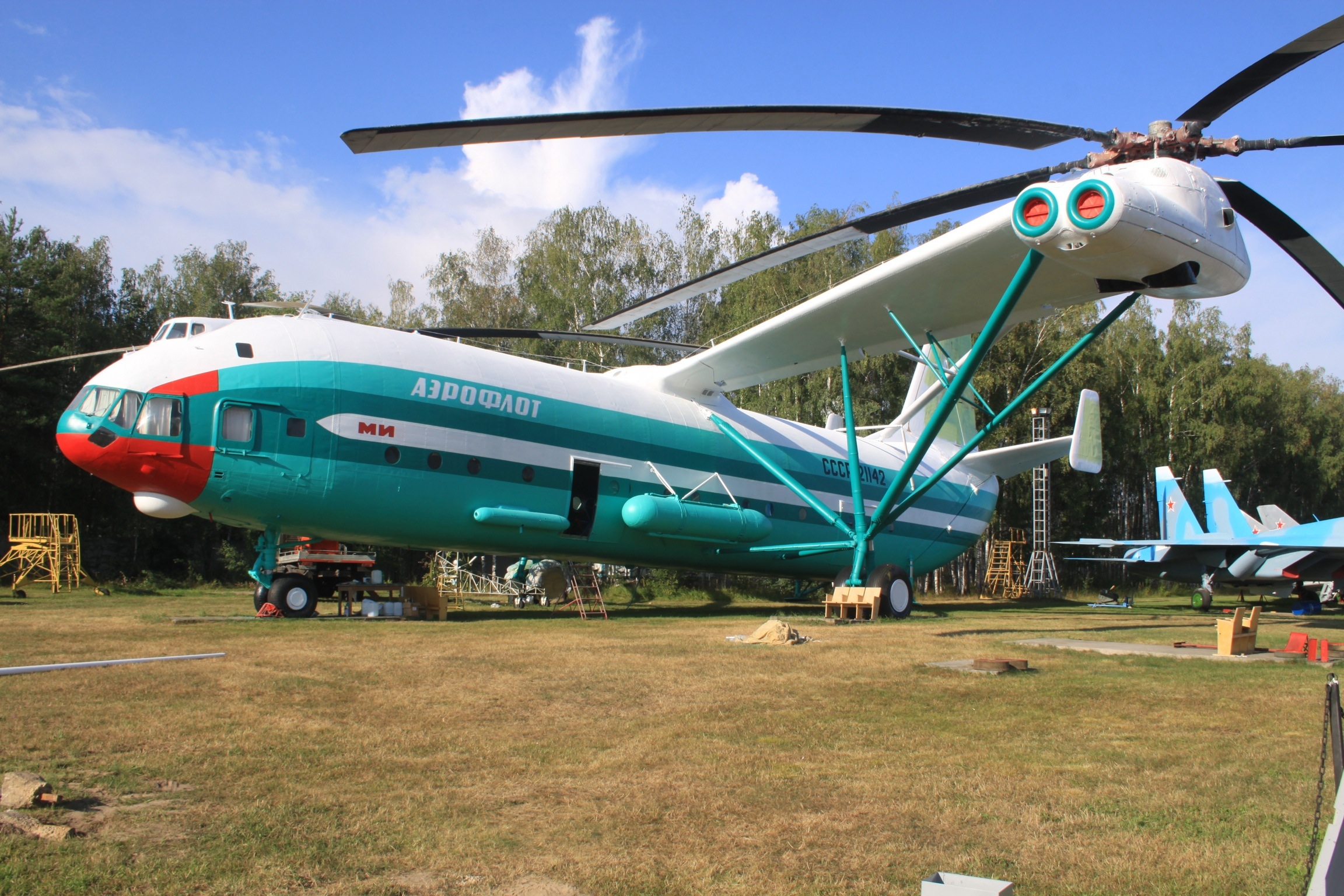
В Центральном музее авиации в Монино
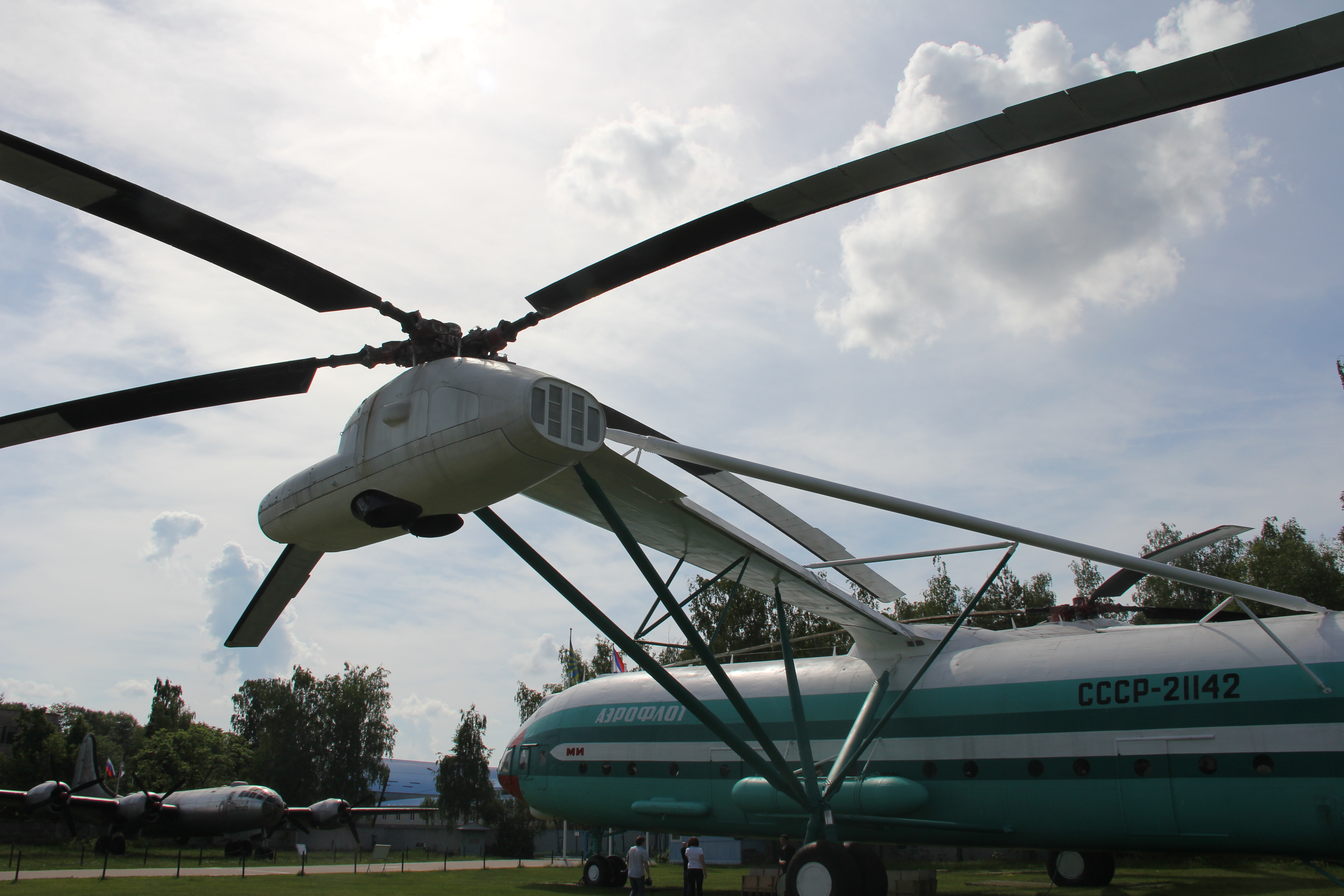
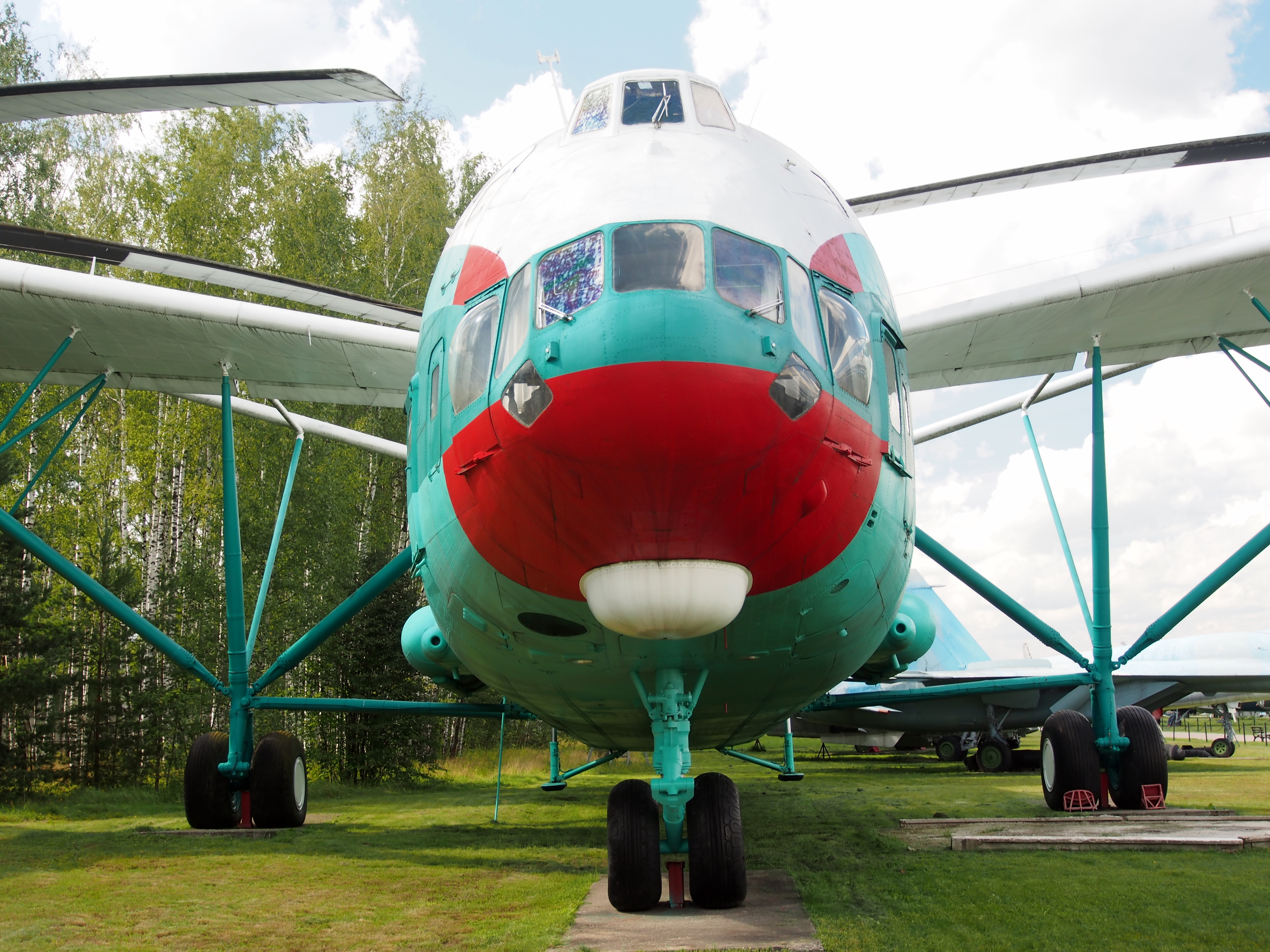
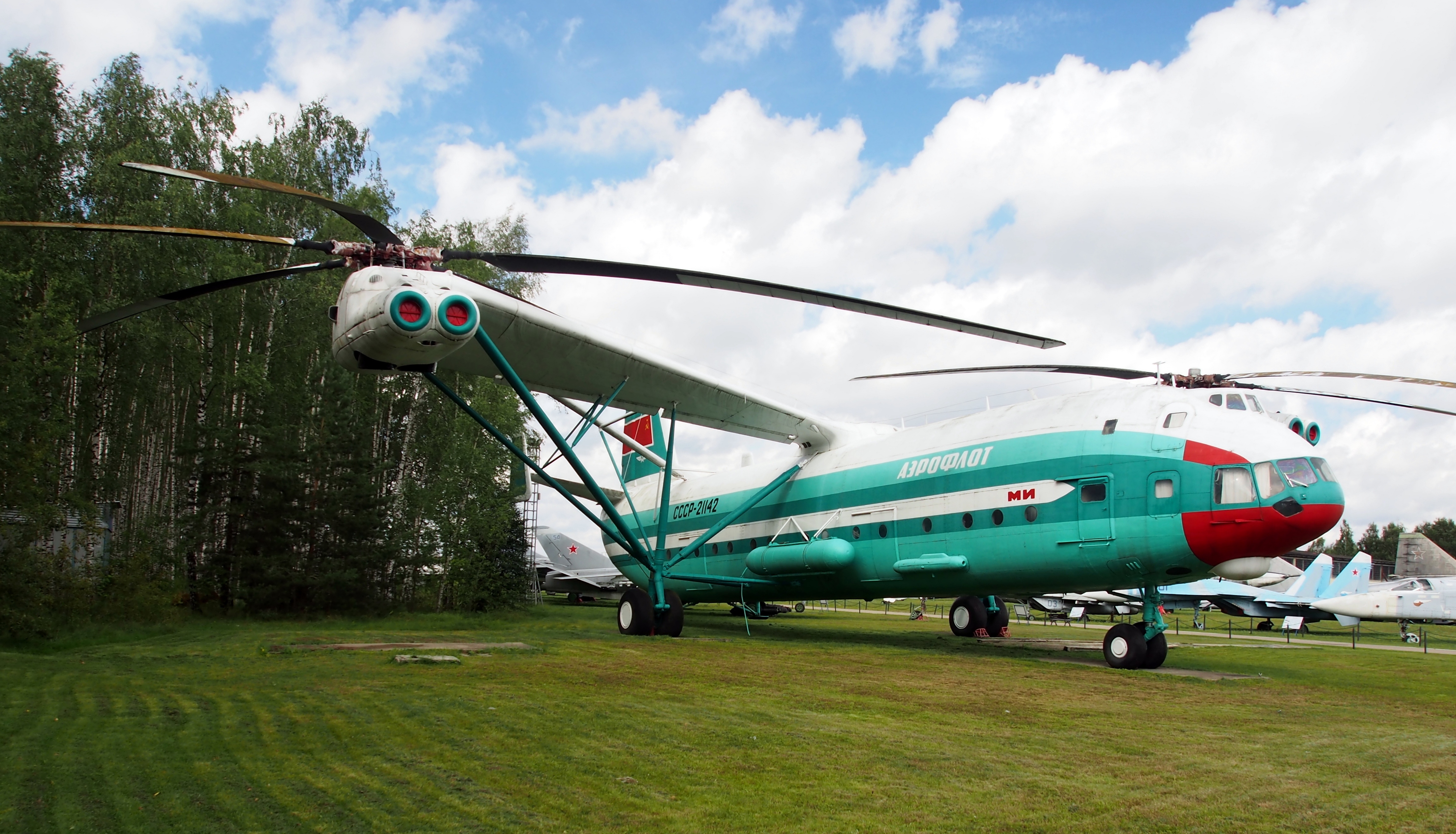
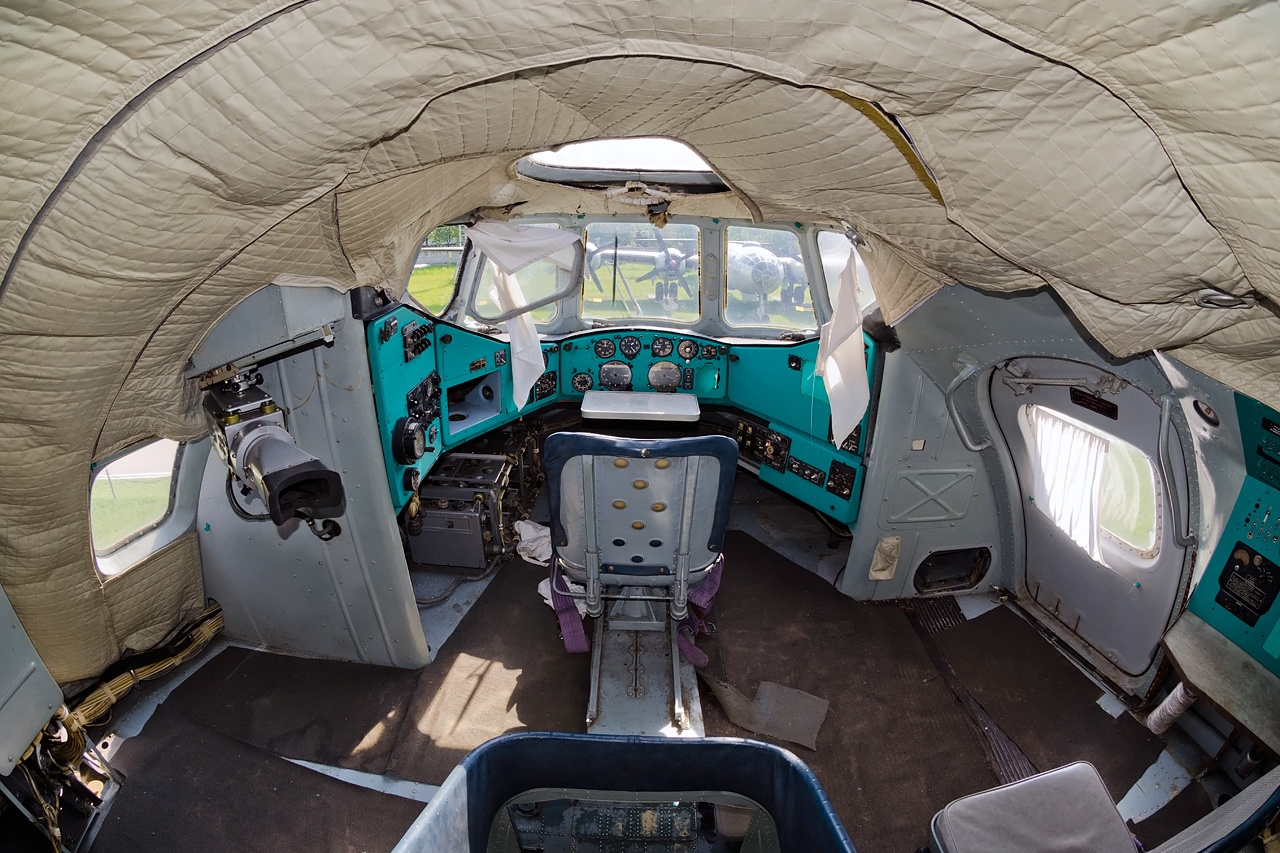
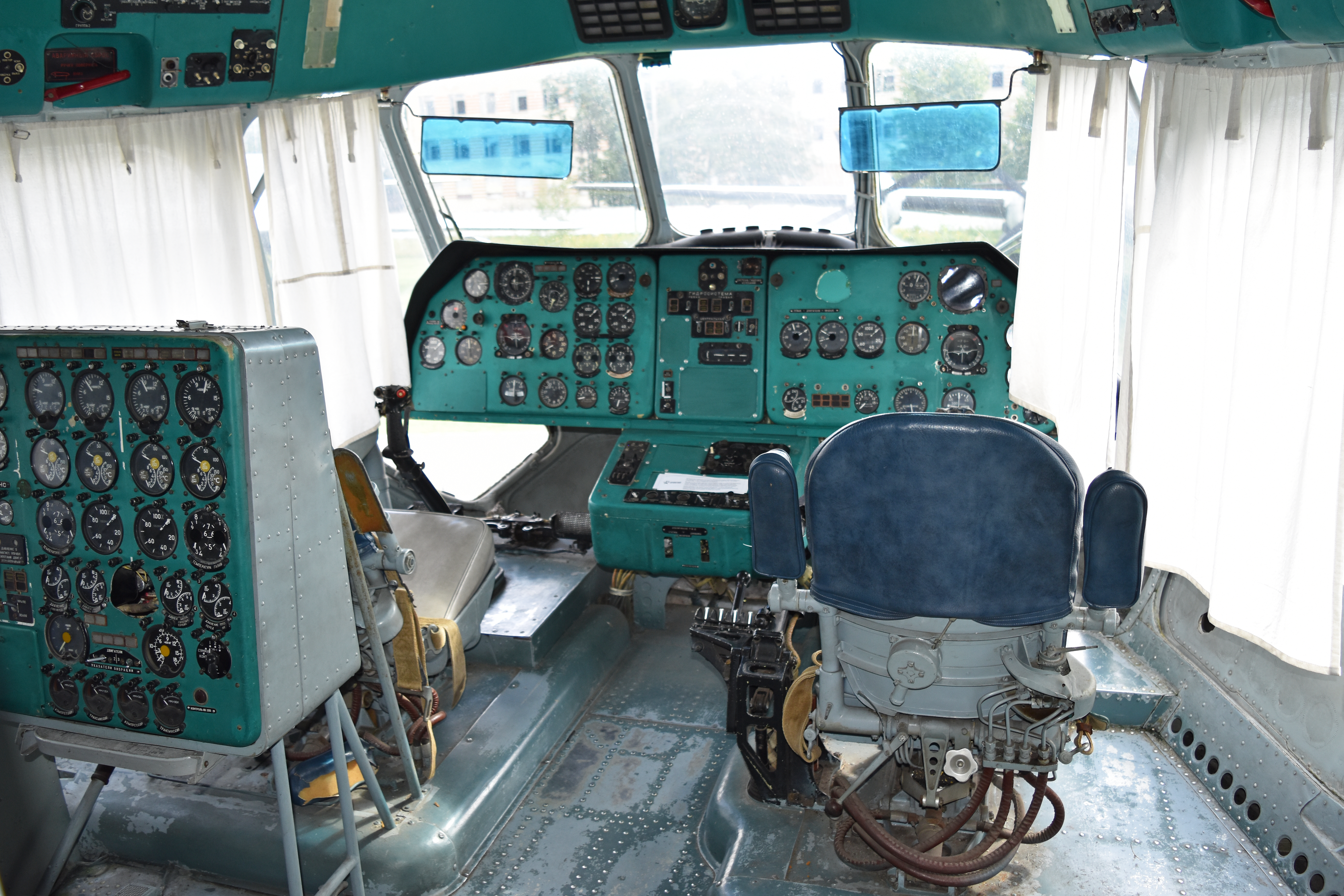
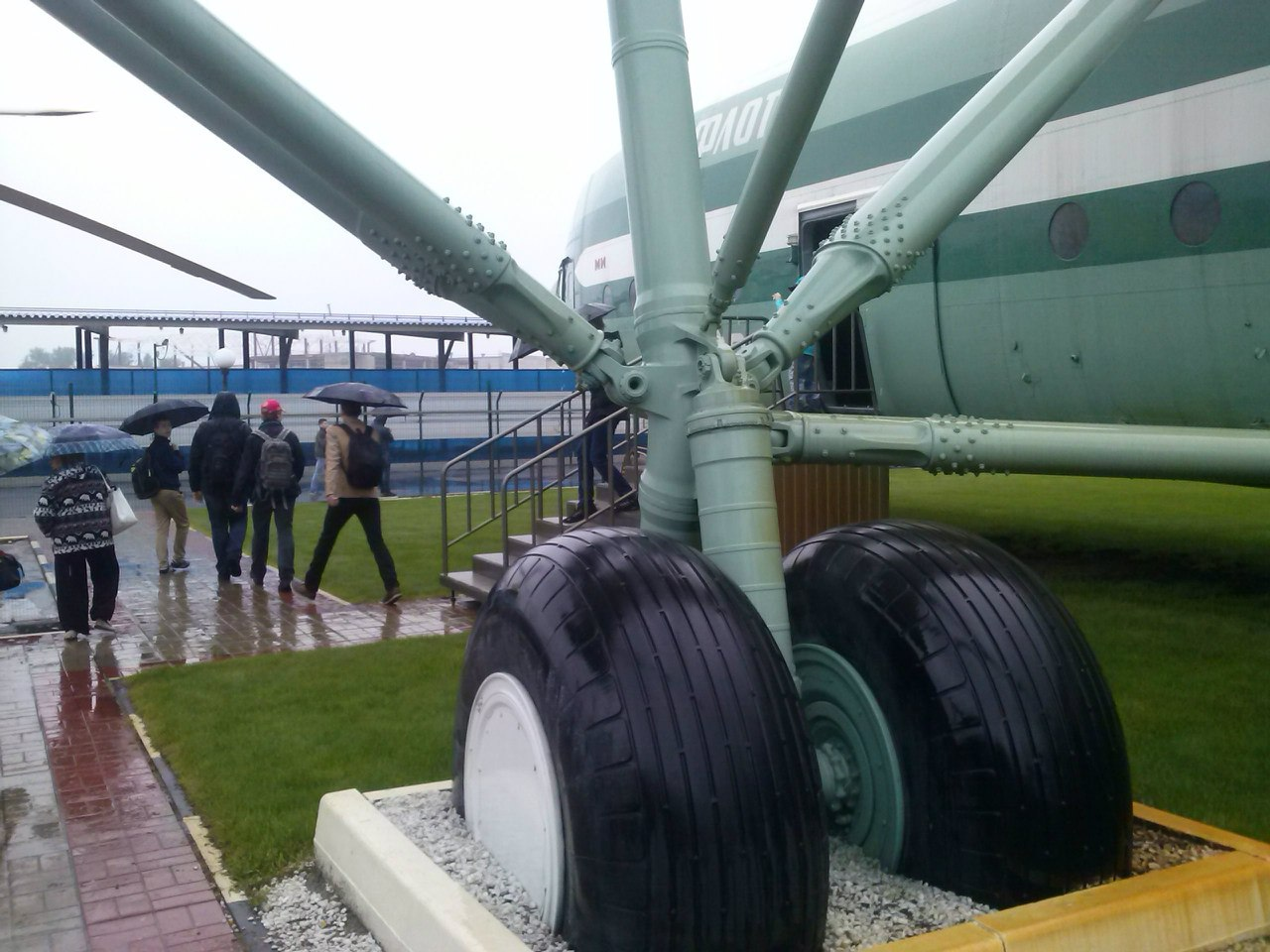
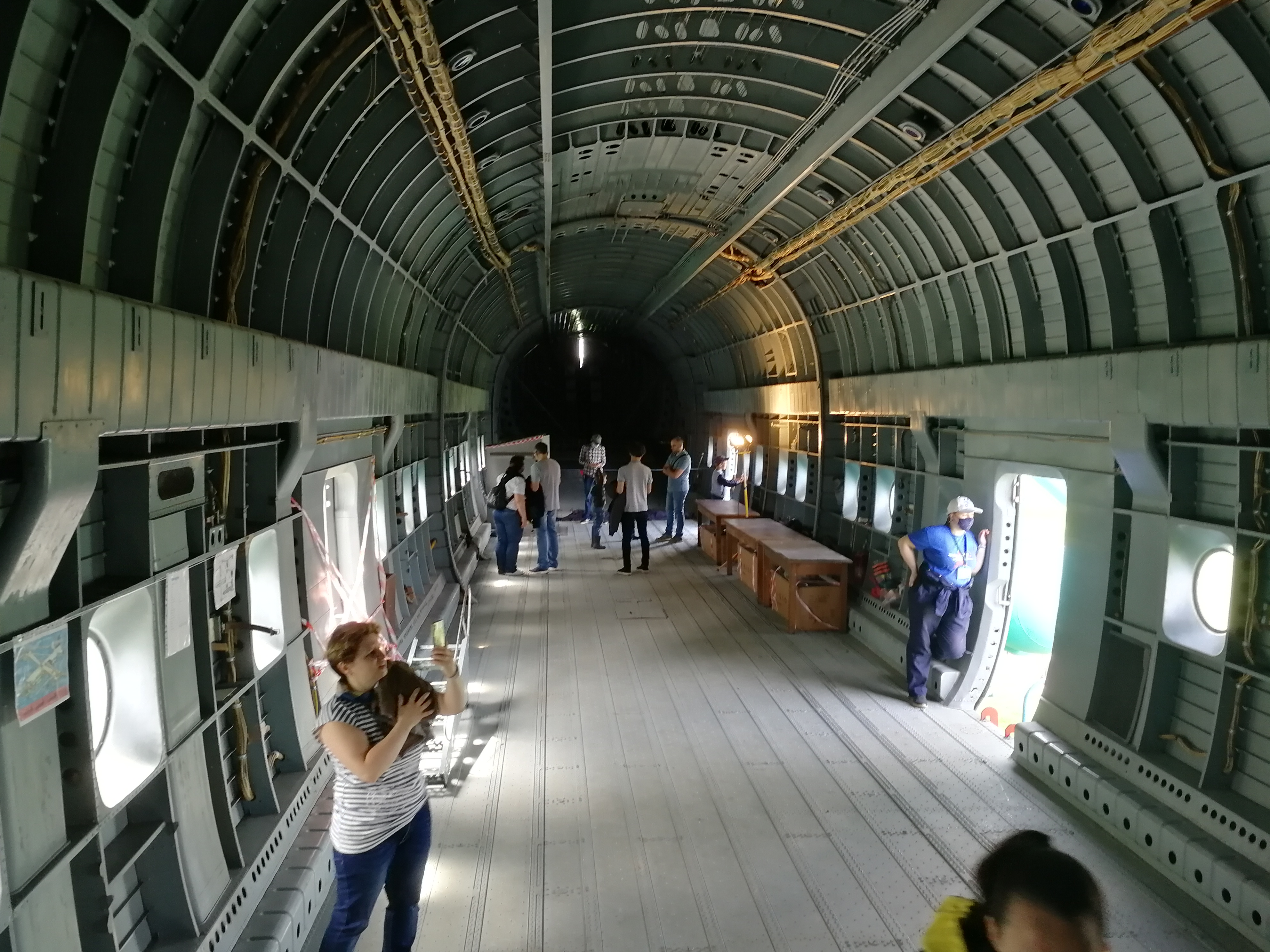